# 258e régiment d'infanterie

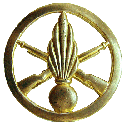
insigne de béret d'infanterie

Le 258e régiment d'infanterie (258e RI) est un régiment d'infanterie de l'Armée de terre française constitué en 1914 avec les bataillons de réserve du 58e régiment d'infanterie.
À la mobilisation, chaque régiment d'active créé un régiment de réserve dont le numéro est le sien plus 200.

## Création et différentes dénominations
- août 1914 : 258e régiment d'infanterie
- mars 1916 : Dissolution

## Chefs de corps
- Lieutenant-colonel Ripert

## Historique des garnisons, combats et batailles

### Première Guerre mondiale

#### Affectation
- 75e Division d'Infanterie d'août à novembre 1914
- 29e Division d'Infanterie de juin 1915 à mars 1916

Le 258e est à 2 Bataillons de 1 000 hommes chacun.
Il fait partie de la 149e brigade : Général Grand d'Esnon.
Cette brigade comprend :
- le 258e, Lieutenant-colonel Ripert.
- le 240e, Lieutenant-colonel Grillot.
- le 42e Colonial, Lieutenant-colonel Bourgeron.

#### 1914
Le 258e RI quitte en août 1914 Avignon pour le front. Ne quittant jamais le département de la Meuse, les hommes du 258e régiment d'infanterie de ligne d'Avignon y sont restés jusqu'en mars 1916. De Buzy-Darmont au désastre du bois de Malancourt, en passant par Vigneulles, Hattonville, le Malinbois et Vauquois, l'unité de réserve du 58e perdit 849 de ses membres.
- 1 – 7 août 1914 : à Avignon, à la caserne Chabran, se forme la 258e RI.
- 8 août 1914 : le Régiment part d'Avignon par voie de terre et va cantonner à L'Isle-sur-la-Sorgue.
- 8 au 15 août : le régiment stationne à L'Isle-sur-la-Sorgue.
- 15 août 1914 : le régiment cantonne à Châteauneuf-de-Gadagne.
- 18 – 20 août 1914 : le régiment se rend en manœuvrant de Châteauneuf-de-Gadagne à Montfavet où il cantonne jusqu'au 20 août.
- 21 août 1914 : le 258e (1 777 soldats) s'embarque en 2 échelons en gare d'Avignon à 3 h 25 (5e Bataillon) et 9 h 29 (6e Bataillon) du matin
- 22 aout 1914 : le 258e débarque à 12 h 00 (5e bataillon) et à 20 h 00 (6e bataillon) à Dugny (6 kilomètres au sud de Verdun).
- 22 août 1914 : le 5e bataillon du 258e cantonne à Rupt-en-Woëvre.
- 23 août 1914 : le 258e se cantonne à Mont-sous-les-Côtes, dans la Woëvre, au pied des côtes de Meuse.
- 24 - 25 août 1914 : Buzy-Darmont: 66 tués
- 25 aout 1914 : (4 h 30) « déboucher Buzy et atteindre Aucourt » : 100 tués ; 300 blessés
- 26 août 1914 : le 258e revient avec sa division sur sa position de défense des Hauts de Meuse, Combres-sous-les-Côtes : 6 tués
- 27 - 28 août 1914 : Trésauvaux (5e bataillon) : 3 tués
- 30 aout 1914 : Manheulles : 1 tué
- 31 août 1914 : le 258e cantonne à Fleury.
- 31 août 1914 - 1er septembre 1914 : Fleury-devant-Douaumont : 4 tués
- 2 septembre 1914 : Le 258e est à Vigneulles-lès-Hattonchâtel.
- 2 - 3 septembre 1914: Mesnil-sous-les-Côtes, Bonzée : 2 tués
- 4 septembre 1914 : marche vers la région de Souilly (rive gauche de la Meuse au sud-ouest de Verdun) en faisant sauter les ponts derrière elles : 1 tué
- 6 - 9 septembre 1914 : une série d'opérations de détail vers Souilly, Ippécourt. Le 258e tient la vallée boisée de la Cousances, face à Ippécourt, Bois de Fréty : 35 tués, 120 blessés
- 12 septembre 1914 : repos dans le village de Nicey
- 13 septembre 1914 : Tilly-sur-Meuse : 1 tué
- 14 septembre 1914 : ordre général No 22 du 14 septembre 1914
- 14 - 18 septembre 1914 : Sommedieue : 2 tués
- 18 septembre 1914 : Hauts de Meuse
- 19 septembre 1914 : secteur Hattonville - Vigneulles.
- 20 – 21 septembre 1914 : secteurs Hattonville, Vigneulles, Chaillon : 400 tués
- 21 septembre 1914 : Rouvrois-sur-Meuse
- 22 septembre 1914 : les crêtes à l'ouest de Spada, puis les lisières au nord de la cote 322.
- 22 - 23 septembre 1914 : Spada, Lamorville : 19 tués
- 23 septembre 1914 : position sur la cote 322
- 24 septembre 1914 : Chauvoncourt : 8 tués
- 25 septembre 1914 : campement à Malinbois
- 26 septembre 1914 : attaque de Chauvoncourt
- 27 septembre 1914 : Rupt-devant-Saint-Mihiel
- 29, 30 septembre, 1er, 2 et 3 octobre 1914 : le régiment bivouaque dans les bois autour de Fresnes.
- 30 septembre - 8 octobre 1914 : Bois de la Haute-Charrière, Fresnes-au-Mont (5e bataillon) : 11 tués
- Octobre : renforcement de 1 000 hommes
- 3 octobre 1914 : 6e bataillon 210e Régiment d'infanterie : le bataillon continue à améliorer l'organisation défensive de la position de Malimbois.
- 12 octobre 1914 : 6e bataillon : le bataillon passe la nuit dans les tranchées pour appuyer 3 attaques conduites par :
  - 1 bataillon du 258e par les tranchées de la côte 277, le cimetière israélite de St Mihiel et le port de cette localité,
  - 1 bataillon du 240e RI et 1 bataillon du 44e colonial sous les ordres du lieutenant colonel Juillet par Menonville et St Mihiel,
  - 2 bataillons de la 65e DI partant de Les Paroches et prenant comme objectif Chauvoncourt et les casernes.
  - La 21e compagnie pendant ces opérations occupait les tranchées des carrières à 600 m au nord-est de la corne nord de Malimbois.
- 13 octobre 1914 : Le 6e bataillon est relevé de sa position de premières lignes qu'il occupait à Malimbois par un bataillon du 258e RI. Il est porté en réserve, en arrière du dernier bataillon à environ 1 500 m plus à l'ouest. 5e bataillon à Bislée continue ses travaux de tête de pont.
- 9 octobre - 1er novembre 1914: Malinbois, Chauvoncourt (5e bataillon) : 65 tués
- 13 octobre - 1er novembre 1914: Malinbois, Chauvoncourt (6e bataillon) : 27 tués
- 2 novembre 1914 : le régiment est relevé par le 58e (actif) de ces positions du Malinbois qu'il occupait depuis le 13 octobre.
- 2 – 3 novembre 1914 : Villotte-sur-Aire (5e bataillon) : 1 tué
- 2 - 3 novembre 1914 : Ville-devant-Belrain (6e bataillon) : 1 tué
- 4 novembre 1914 : le régiment en entier cantonne à Neuville-en-Verdunois
- 5 novembre 1914 : ordre d'opération no III de la Division.
- 6 novembre 1914 : Souhesme-la-Grande : 0 tué
- 7 - 16 novembre 1914 : Béthelainville : 4 tués
- 17 novembre 1914 : Chattancourt (5e bataillon, 2 compagnies) : 0 tué
- 18 novembre 1914 (mercredi) : le 258e cantonne à Esnes.
- 19 novembre : travaux du génie à Haucourt
- 22 novembre 1914 : occupation des tranchées de Malancourt - Haucourt (poste du lieutenant-colonel commandant le 258e) et les emplacements du Bois-Carré, de la cote 285
- 18 - 21 novembre 1914 : Esnes-en-Argonne : 2 tués
- 27 - 29 novembre 1914: Esnes-en-Argonne : 0 tué
- 4 - 7 décembre 1914 : Esnes-en-Argonne : 2 tués
- 12 -15 décembre 1914: Esnes-en-Argonne : 2 tués
- 26 - 29 décembre 1914: Esnes-en-Argonne : 0 tué

#### 1915
- Janvier – mars 1915 : Esnes, Haucouty, cote 304, Mort-Homme
- 1er janvier 1915 : le Ministre de la guerre décide une distribution supplémentaire comme suit : « 100 g de jambon, 1 orange, 2 pommes, 50 g de noix, 1 cigare (0,01 franc), ½ litre de vin par homme, 1 bouteille de vin de champagne pour 4 hommes »
- 3 - 6 janvier 1915 : Esnes-en-Argonne : 0 tué
- 11 - 14 janvier 1915: Esnes-en-Argonne : 3 tués
- 15 janvier 1915 : Mamelon H d'Haucourt
- 18 janvier 1915 : tranchée Étoilée
- 29 janvier 1914 : Esnes : citation à l'ordre du Corps d'armée.
- 12 - 15 février 1915 : Esnes-en-Argonne : 3 tués
- 17 février 1915 :  Décès du Caporal Jean-Baptiste Robin, blessure de guerre
- 20 - 23 février 1915 : Esnes-en-Argonne : 3 tués
- 25 – 28 février 1915 : Bois de Malancourt, Attaque de la tranchée enflammée

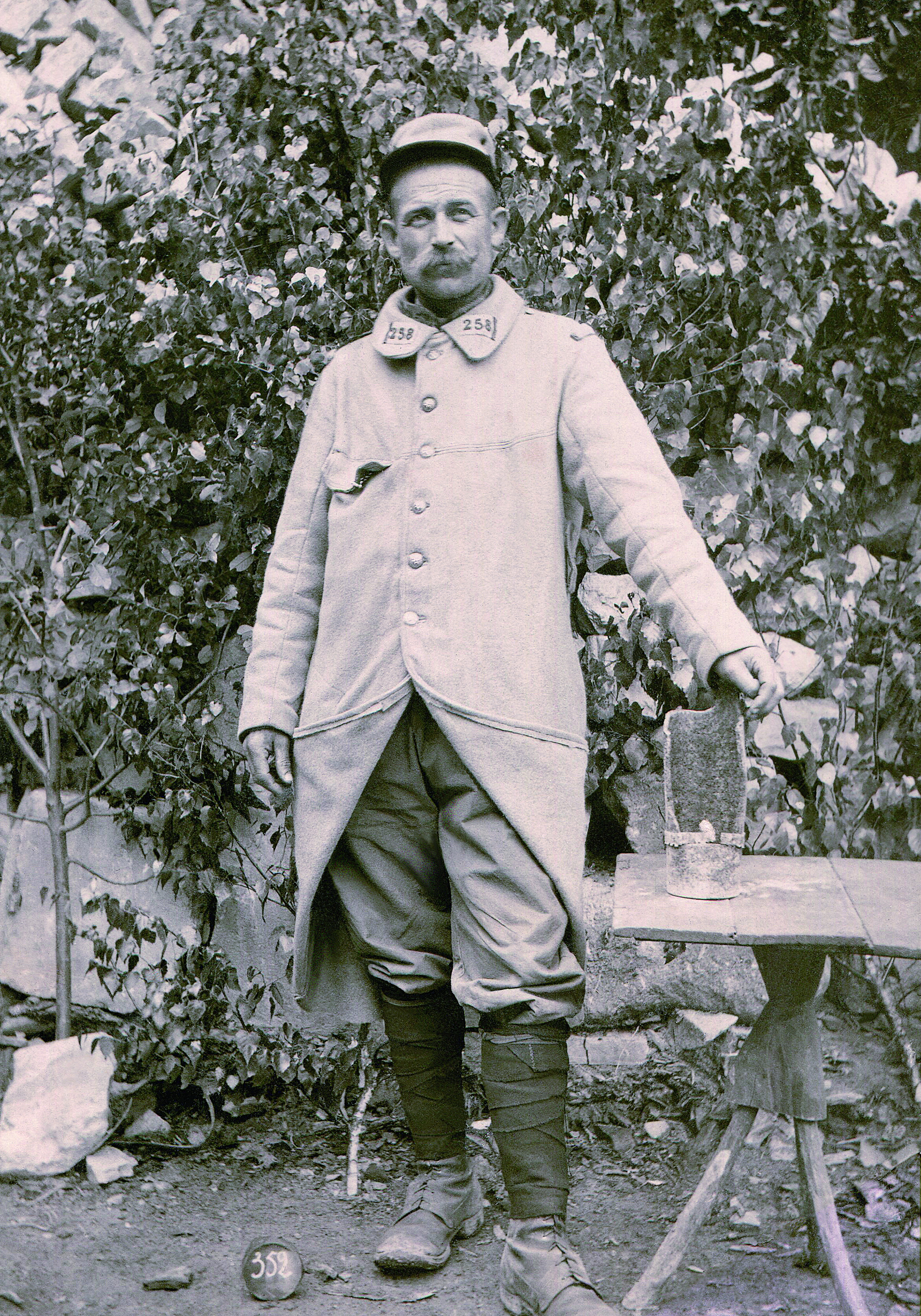
Lazare Peyron, soldat français du RI au printemps 1915 dans le secteur du bois de Malancourt (Meuse)

- 8 mars 1915 : Esnes-en-Argonne : le régiment qui était en position depuis le 24 février est relevé par 2 bataillons de la 29e Division.
- 15 mars 1915 :

« Ordre du Général de la 3e Armée : la 149e Brigade passait aux ordres du 5e Corps d'armée, la 58e Brigade était remise à la disposition du 15e Corps d'armée. »
 ; Ordre du Régiment no 40 félicitant la 21e Compagnie : 

« Le Colonel adresse ses félicitations aux gradés et soldats de la 21e Compagnie pour leur attitude courageuse et énergique pendant les périodes du 25 au 28 février et du 5 au 8 mars 1915, et plus particulièrement à l'occasion des affaires des 26 et 27 février dans le bois de Malancourt (57e Brigade) au cours desquelles les feux de la 21e compagnie dirigés sur les Allemands à la lisière du bois de Malancourt contribuèrent à arrêter la progression de l'ennemi vers la tranchée N. Le 15 mars 1915. Le Lieutenant-Colonel Érard »

- Mars – juin 1915 : Le 258e cantonne à Parois. Le 258e et le 240e d'Infanterie occupent un secteur qui longeait la petite rivière Buante et les tranchées allaient de Vauquois, ferme de la Hardonnerie, pont des quatre enfants, la Cigalerie, secteur de la Buanthe, tranchée de la Fonderie.
- 17 - 21 mars 1915: Vauquois, est (sous-secteur de la Buanthe) : 5 tués
- 27 - 31 mars 1915: Vauquois, est (sous-secteur de la Buanthe) : 7 tués
- 4 – 6 avril 1915 : Vauquois : attaques sur les Éparges.
- 9 - 16 avril 1915: Vauquois, est (sous-secteur de la Buanthe) : 11 tués
- 10 juin : Le Régiment a pour mission d'occuper le sous-secteur du bois de Malancourt (sous-secteur de droite). Les tranchées occupées par le Régiment étaient celles de la Canonnière-Basse, dans le vallon entre les mamelons d'Haucourt, les tranchées S, sur le mamelon sud-ouest d'Haucourt, et le groupe R à la lisière du bois de Malancourt.

Cette période de tranchées du bois de Malancourt a été marquée par des bombardements très violents et des explosions de mines très fréquentes principalement en avant des tranchées R. Lors de l'explosion d'une des premières mines, le 4 juillet 1915, le Lieutenant-Colonel Perrier, commandant le secteur du bois de Malancourt, écrivait au Général de Brigade la note suivante : « no 1165 de 4/7 15. « J'ai le devoir de vous signaler la rapidité avec laquelle les hommes du 258e, qui s'étaient repliés par ordre dans la tranchée R, ont repris leur poste de combat après l'explosion de la mine française. « Sans la moindre hésitation et sans contrainte, ces hommes ont bondi vers l'avant et ont ouvert un feu violent quelques secondes après l'explosion. »
Cette opération ne réussit qu'en partie et la compagnie du 3e ne put qu'occuper un entonnoir fait en avant des tranchées. Les Allemands contre-attaquèrent le 15 juillet, et un peloton de la 21e compagnie du 258e sous les ordres du capitaine Naquet, alla renforcer les occupants des tranchées I et J et de l'entonnoir qu'il fallait conserver à tout prix.
La résistance des hommes du 258e permit de briser l'attaque allemande, et la position fut maintenue et organisée.
Aucun événement important n'est à signaler jusqu'au 22 septembre. Les compagnies du 258e alternent dans le service des tranchées du bois de Malancourt qui leur sont affectées et travaillent pendant les périodes de repos à l'organisation défensive du bois, à la construction de boyaux et tranchées, à la pose de fils de fer, au barrage établi près du layon d'Haucourt. Des travaux de nuit sont également exécutés sur les mamelons exposés aux vues de l'ennemi.
Le régiment subit plusieurs fois des bombardements qui lui causèrent quelques pertes. Le 22 septembre 1915, commença de notre côté un bombardement très violent des tranchées allemandes. C'était la préparation de l'offensive qui allait se faire en Champagne, et dans le secteur du bois de Malancourt.
L'action se réduisit tout d'abord à de violents tirs de notre artillerie, semblant préparer une attaque, et en même temps des brèches étaient faites dans nos réseaux de fils de fer pour permettre à nos hommes de se porter en avant. L'artillerie allemande répondit avec vigueur et le 258e subit des pertes assez sensibles par des obus de gros calibres et des torpilles.
- Du 22 au 26 septembre, le régiment eut dix tués et 50 blessés dont 3 officiers. L'offensive de Champagne n'ayant malheureusement pas réussi, l'attaque projetée pour le 258e qui devait se porter à l'assaut des tranchées du bois de Malancourt, et des tranchées situées sur la route de Malancourt à Avocourt ne se fit pas.
- Le 8 octobre, les Allemands font exploser 2 mines en avant des tranchées R sans résultat (3 tués, 8 blessés à la 19e Compagnie du 258e). Le même jour, le génie français riposte et fait exploser une mine qui ensevelit le petit poste allemand.

De violents bombardements eurent lieu et le 22 octobre pendant plusieurs heures, la « tranchée de l'Observatoire », occupée par une section de la 21e Compagnie sous les ordres du Lieutenant IMBERT, fut l'objet d'un tir par obus de gros calibre pour démolir le blockhaus de mitrailleuses. La tranchée fut complètement bouleversée et 5 hommes furent tués, ensevelis dans les abris.
- Le 13 et 18 novembre, nouvelle explosion de mines allemandes en avant des tranchées R.
- Le 23 novembre, les Allemands font de nouveau exploser un très gros fourneau de mine en avant des tranchées R (2 tués, 2 blessés).
- Le 26 novembre, les Allemands font exploser des mines, et le soir, lancent des obus asphyxiants dans le secteur du bois de Malancourt. Ces explosions se renouvelèrent ainsi fréquemment et, chaque fois, causaient des pertes aux compagnies qui occupaient les tranchées R.

L'année 1915 se termina dans un calme relatif et rien d'important n'est à signaler dans le secteur du 258e. Les pertes du régiment de juillet à fin décembre 1915 ont été de 60 tués et de 250 blessés. Jusqu'au jour de la grande attaque de Verdun, aucun fait saillant, à part des explosions de mines et quelques bombardements violents, ne se produisit dans le bois de Malancourt.

#### 1916
La Bataille de Verdun fut déclenchée le 21 février au matin par le commandement allemand qui pensait - par la prise de Verdun - entraîner la rupture du front français et pouvoir ainsi opérer une marche foudroyante sur Paris.
- Le 21 février 1916, lorsque les Allemands déclenchent la bataille de Verdun en rive droite de la Meuse, le 258e RI - qui fait partie avec le 111e RI d'Antibes de la 57e brigade de la 29e division de la 3e Armée du général Humbert - est en 1re et 2e lignes dans le bois de Malancourt entre Avocourt et Malancourt. Le général Pétain - chef de la 2e Armée - est alors chargé par Joffre du commandement de la région fortifiée de Verdun (RFV). Les 26-27 février, Pétain organise en rive gauche de la Meuse, un « secteur ouest de Verdun » commandé par le « Groupement Ouest du général de Bazelaire » qui a sous ses ordres deux sous-secteurs : « gauche » avec le général Alby et « droit » avec le général Aimé. C'est ainsi que le 258e Ri est intégré avec sa 29e division (commandée par le général de Salins) en 1re Position du Groupe du général Alby. N'ayant pas réussi à s'emparer de Verdun par la rive est, les Allemands attaquent en rive ouest de la Meuse à partir du 6 mars mais dans le sous-secteur de droite à Forges dont ils s'emparent le jour même. Au soir du 15 mars, n'ayant pas réussi à conquérir le sommet de la cote 295 (Mort-Homme), ils décident - le 20 mars - d'attaquer par le bois de Malancourt pour s'emparer ensuite du plateau stratégique limitrophe de la cote 304.
- Le 21 février, un violent bombardement ennemi par obus de tous calibres, sur les tranchées françaises de Saint-Mihiel à Vauquois, précéda l'attaque d'infanterie qui eut lieu sur tout le secteur en rive droite de la Meuse, notamment dans la direction du bois des Caures et de Douaumont. Le 258e RI occupe alors les positions de la partie N.E. du bois de Malancourt situé dans le secteur en rive ouest de la Meuse. Son 6e Bataillon est en première ligne et son 5e Bataillon est en réserve. Pendant plusieurs jours, le bombardement ne cesse pas un instant, ni de jour ni de nuit, sur les positions et dans le bois. Le régiment a quotidiennement de nombreux blessés et tués, les tranchées de Vaucluse (Groupe S), de l'Observatoire, les tranchées R et P sont particulièrement visées par des obus de gros calibres et des grosses torpilles.
- Le 6 mars, n'ayant pas pu s'emparer de Verdun par la rive est de la Meuse, les Allemands attaquent par la rive ouest dans le secteur de Forges en direction de la cote 295 (Mort-Homme).
- Le 11 mars, le Lieutenant-Colonel Géant, du 136e d'Infanterie, prend le commandement du 258e et, ce jour-là, le 5e Bataillon remplace le 6e en première ligne.
- Le 12 mars, bombardement encore plus violent des tranchées du bois de Malancourt (3 tués, dont le Sous-Lieutenant Valladier, et 26 blessés).
- Le 13 mars, 2 compagnies du 6e Bataillon (21e et 24e) vont au sud à Bhételainville en cantonnement, à la disposition du commandement de la 29e Division. Du 13 au 15 mars, les Allemands essayent vainement de s'emparer du sommet de la cote 295 (Mort-Homme). Cet échec va les décider à attaquer par le bois de Malancourt
- Le 15 mars, les 22e et 23e Compagnies remplacent à Bhételainville les 21e et 24e Compagnies qui remontent au bois de Malancourt en 1re et 2e lignes.
- Le 19 mars, dans la soirée, le 6e Bataillon relève le 5e Bataillon en 1re ligne. Les positions occupées par les compagnies sont les suivantes : La 21e Compagnie occupe les ouvrages P et R 3 (Sausse), dans le bois. La 22e Compagnie occupe les ouvrages S (Vaucluse), en dehors du bois. La 23e Compagnie occupe les ouvrages R (Theurelle) dans le bois et à la lisière est et l'Observatoire, en dehors du bois à la lisière est. La 24e Compagnie occupe le Centre Martin en arrière et les tranchées A (2e ligne dans le bois). Le 5e Bataillon, en réserve, a ses compagnies ainsi réparties : La 17e Compagnie dans des abris cintrés 71 (dans le bois 3e ligne). La 18e Compagnie, Réduit en arrière des tranchées S (en dehors du bois) et tranchées A dans le bois. La 19e Compagnie est au repos au camp des civils, dans la forêt de Lambéchamp. La 20e Compagnie a un peloton à la parallèle (barrage) et un peloton en réserve de secteur (poste du Général).

Attaque du bois de Malancourt. Les Allemands qui n'avaient pas pu prendre Verdun par leur attaque brusquée des derniers jours de février, résolurent de frapper par petits coups, et de faire tomber peu à peu les défenses de Verdun. C'est ainsi qu'après les attaques sur la rive droite de la Meuse, eurent lieu les attaques sur la rive gauche (vers le Mort-Homme d'abord à partir de Forges puis vers la cote 304 à partir du bois de Malancourt).
La prise de ces deux points importants leur aurait permis de dominer toutes les voies de communication de Verdun, et surtout de tenir sous leurs feux directs la ligne de chemin de fer Clermont – Dombasle - Verdun participant au ravitaillement de Verdun en complément de la Voie-Sacrée.
Les Allemands commencèrent d'abord leur attaque à partir de Forges vers la cote 295 (Mort-Homme) par leur aile gauche. Ils enlevèrent facilement le village de Forges le 6 mars et avancèrent ensuite vers les pentes du Mort-Homme par le bois des Corbeaux. Mais ils furent tenus en échec le 15 mars et ne purent s'emparer du sommet du Mort-Homme. Pour leur permettre une chute plus rapide des villages de Haucourt, Malancourt et Béthincourt, les Allemands résolurent d'attaquer à l'extrémité droite de leur ligne d'attaque, c'est-à-dire le bois de Malancourt-Avocourt. C'était l'attaque sur les deux ailes, classique pour faire tomber le centre et, d'après leurs calculs, la cote 304 devait être prise après le bois de Malancourt limitrophe.
L'attaque dans le bois était prévue depuis plusieurs jours. Avec des travaux d'approche signalés à maintes reprises par des Compagnies du 258e et qui ne laissaient aucun doute sur les intentions de l'ennemi. Les Allemands étaient même arrivés dans des boyaux très profonds et très étroits à construire des sapes d'approche, tout près des lignes françaises, à quelques mètres à peine, sous les réseaux de fil de fer. Malgré le bombardement violent par obus et torpilles de tous calibres et principalement par des tirs au canon (de 58 ?), nos poilus n'avaient pu arriver à arrêter les travaux de l'ennemi. D'autre part, d'après les renseignements spéciaux parvenus à la Division, on avait appris la présence, sur le front du bois de Malancourt, d'une division bavaroise à 3 régiments et de nombreux renforts en artillerie lourde.
C'est le 20 mars 1916, vers 7 heures du matin, que commença le bombardement excessivement violent par obus et torpilles de nos positions du bois et à l'est du bois. Les abris construits avec des rondins étaient insuffisamment résistants, et au bout de quelques heures, les tranchées étaient complètement bouleversées et démolies. De nombreux hommes étaient ensevelis dans leurs abris. Le Commandant de la 23e Compagnie (Lieutenant Benezet) est enseveli dans son abri, et est tué. Les avions allemands, qui survolent seuls nos lignes sur le bois, règlent le tir sans être gênés, et l'absence de feuilles aux arbres facilite leur travail de réglage. Les tranchées de première ligne, si bien organisées pour des attaques par surprise, n'étaient plus que trous d'obus et abris effondrés. Cette ligne de tranchées ne pouvait plus offrir la moindre résistance et cependant, quelques Allemands, vers 14 heures 30, après un « Trommel feuer » formidable, attaquèrent les tranchées occupées par le 258e avec des jets de liquide enflammé ; ils trouvèrent devant eux des poilus, qui ayant pu échapper au bombardement, arrêtèrent leur marche en avant et leur causèrent des pertes sensibles. C'est ainsi que la ligne occupée par le 258e, c'est-à-dire à l'est du bois, résista vaillamment aux attaques allemandes.
Le groupe Sausse occupé par la 21e Compagnie du 258e fut défendu pied à pied. Le Sous-Lieutenant Delpech à gauche, quoique pris de revers, fit une résistance acharnée. Il en fut de même de l'Adjudant Brunier et du Sous-Lieutenant Falque, dont la section occupait des éléments de tranchées. Ce dernier officier, qui occupait avec sa section la tranchée R 3, fut d'un héroïsme remarquable et devant cette tranchée gisaient de nombreux Allemands. Ce n'est que par leur infiltration en arrière et dans les boyaux que les Allemands purent s'emparer de cette tranchée dont tous les occupants étaient blessés ou tués. (Le Sous-Lieutenant Falque fut blessé à plusieurs reprises par balle et éclats de grenades, et fut laissé pour mort dans la tranchée). Le Capitaine Naquet, avec quelques hommes, organisa un nid de résistance près du poste de commandement et lutta jusqu'au 21 mars dans la soirée après avoir infligé des pertes sensibles aux Allemands. Le Groupe Theurelle, occupé par la 23e Compagnie, fut défendu avec acharnement. Des mines avaient fait sauter des éléments de tranchées, et le Commandant de la Compagnie avait été tué (Lieutenant Benezet). Les Sous-Lieutenants Alberti et Tordo organisèrent vaillamment la défense. L'Adjudant-Chef Cazolès, qui occupait la tranchée de l'Observatoire, résista jusqu'au 21 mars dans la soirée.
En arrière, les Lieutenants Luigi et Preziosi, de la 20e Compagnie, qui occupaient la parallèle du barrage furent tués en défendant vaillamment le terrain. Du côté des tranchées A, A1, A5, la résistance ne fut pas moins vive. Ces tranchées furent attaquées presque en même temps que les premières lignes. Les Allemands, en effet, portèrent tout l'effort de l'attaque sur le centre du bois (Layon Central) et se rabattirent ensuite sur les ailes. Le Capitaine Perrissez, Commandant la Compagnie de mitrailleuses du 258e n'hésita pas à se porter avec une mitrailleuse à cheval sur le layon, et là, à découvert, fit des ravages dans les rangs ennemis. Malheureusement, il fut tué peu d'instants après d'une balle à la tête. Les Allemands attaquèrent le Centre Martin (Centre 10), mais furent repoussés dans les boyaux dans des combats à la grenade. Le Lieutenant-Colonel du 258e, qui avait son poste de commandement au Centre Martin, et qui avait voulu, au moment de l'attaque allemande, se porter du côté des tranchées A, fut fait prisonnier par une patrouille allemande qui s'était approchée de son ancien poste. C'est le Commandant Donarel qui le remplaça à la tête du Régiment, et c'est à lui que revient l'honneur de la défense héroïque du Centre Martin (du 20 au 23 mars). Les Allemands progressèrent en effet assez rapidement dans le bois, et purent faire de nombreux prisonniers par suite de la rapidité de leur avance. La 19e Compagnie du 258e (Capitaine Gouin) fut aussi faite prisonnière dans les boyaux d'accès au bois malgré la résistance acharnée de quelques hommes sous la conduite des Lieutenants Perrot et Orsini. Le Lieutenant Sanhet, de la 17e Compagnie, était tué en essayant de reprendre un élément de tranchée.
L'Adjudant Hermitte (Adjudant du 6e Bataillon) organise la défense dans les tranchées A, après la mort du Capitaine Perrissez, avec les Lieutenants Chabas (18e Compagnie) et Taboul (24e Compagnie), qui avaient tous les 2 des sections au barrage. Ces tranchées ne furent prises par les Allemands que tard dans la soirée du 20 mars. Les tranchées S n'avaient pas été attaquées directement ce jour-là. Les Allemands s'étaient également emparés du PC du Général de la 57e Brigade (le colonel Brümm) qu'ils avaient fait prisonnier avec son état-major. Les contre-attaques successives françaises d'abord des compagnies des 121e et 142e (formant le Bataillon mixte La Pomélie) puis du Bataillon Rouget du 3e d'infanterie et enfin en soirée d'un bataillon du 111e rejoint de nuit par un bataillon du 105e (Groupement Verdet) visèrent à sécuriser les 4 300 mètres des lisières du bois pour empêcher les forces ennemies d'en sortir. La Compagnie de mitrailleuses du 258e était alors en réserve.
- 20 mars : l'affaire du bois de Malancourt. À l'aube, la situation dans le bois de Malancourt avant l'attaque allemande est la suivante : le 1/4 est de la 1re ligne (longue de 2 000 mètres) est défendue par les 400 hommes (au maximum) de deux des 12 compagnies du 258e régiment. Les 3/4 restants de la 1re ligne (soit 1 500 mètres) étant défendus par les 1 200 hommes (au maximum) de six compagnies du 111e RI d'Antibes. Et les 1 800 mètres de la 2e ligne sont alors défendus d'est en ouest par 1 000 hommes : les 400 de deux compagnies du 258e RI d'Avignon et les 600 de trois compagnies du 106e RIT (Territoriaux âgés) avec leur section de mitrailleurs. Soit en tout, pour la défense du bois de Malancourt, 2 600 hommes (au maximum) très inégalement répartis. Le secteur du 111e RI est proportionnellement en sous effectif de moitié et ne comporte aucun ouvrage défensif. Le petit secteur du 258e RI est bien mieux pourvu avec en plus deux ouvrages défensifs en bordure du bois (Observatoire et Martin). Et dans le bois, les 1re et 2e lignes ne comportent aucun ouvrage défensif digne de ce nom. Ces faiblesses d'organisation dans la défense du bois vont être magistralement exploitées par le commandement allemand[1].

Après un terrible bombardement matinal, l'ennemi va réussir son assaut par infiltration avec fumigènes, lance flammes et les milliers d'hommes d'une division bavaroise d'élite qui s'emparent de tout le bois de Malancourt en un temps record. Le magistral stratagème de l'ennemi a réussi. Quasiment tous les hommes présents dans le bois sont mis hors de combat y compris le général de la 57e brigade (le colonel Brümm) avec son état-major et les chefs des 111e (avec son état-major) et 258e RI (le colonel Géant). Au grand nombre de tués s'ajoutent tous ceux faits prisonniers (blessés ou pas). Et notamment les quelque 800 défenseurs (au maximum) des 4 compagnies du 258e RI présentes dans le bois : les 21e et 23e en 1re ligne et les 20e et 17e en 2e et 3e lignes. Et par ailleurs les 1 200 défenseurs du 111e RI : de son chef (avec son PC et donc son JMO et son drapeau) aux commandants de bataillon, officiers subalternes, sous-officiers et soldats. Logiquement, la compagnie du centre défensif des Rieux - à découvert en bordure N.O. du bois - n'a pas été attaquée contrairement aux centres défensifs de l'Observatoire et Martin qui vont résister. Et, affaiblies par leurs quelque 200 mis hors de combat lors de la contre-attaque du 11 mars, les quatre compagnies du bataillon du 111e RI au repos à Esnes seront envoyées d'urgence en soirée pour attaquer (avec des pertes non précisées) puis sécuriser - en relation avec le centre défensif des Rieux - la bordure N.O. du bois et ainsi empêcher dans leur secteur les Allemands d'en sortir. Ils seront rejoints en pleine nuit par un bataillon du 105e RI (de la 26e Division en 2e position) avec qui ils formeront le groupement Verdet. Le 20 mars, huit des 12 compagnies du 258e RI n'ont donc pas été mises hors de combat même si elles devront continuer à affronter les assauts victorieux des Allemands dans les jours qui suivront avant qu'elles ne soient relevées.
À Verdun - entre ennemis - la guerre psychologique est telle que la propagande allemande - pour humilier les Français et vanter le courage et la supériorité des leurs - va claironner que « 2 900 français non blessés se sont rendus sans combattre ». Sans mentionner le total des pertes françaises (tués, blessés, disparus), le général de la 29e division reprend à son compte textuellement l'assertion infamante de la propagande ennemie pour accuser les hommes (officiers compris) de ses 13 compagnies de trahison collective : « les prisonniers non blessés devant à la fin de la guerre être traduits en Conseil de guerre ». Cette thèse accusatoire - bien que démentie par Philippe Pétain en 1929 - sera reprise par beaucoup d'historiens comme Pierre Miquel contrairement aux autres comme André Payan-Passeron qui en 2017 - à la fin de sa démonstration scientifique de 37 pages (avec tableau et cartes de sa main)) - précise page 129 cartographie à l'appui que « le commandement français a bel et bien sacrifié les soldats de la 1re Position pour arrêter l'ennemi sur sa 2e Position de défense d'Esnes à Chattancourt et Marre ».
- Le lendemain 21 mars, le combat continua très dur et très pénible. Les Allemands essayaient de s'infiltrer du côté de la lisière est du bois. Ils s'emparaient de l'Observatoire et progressaient dans les boyaux du côté du centre Martin. Les mitrailleuses qui étaient à ce centre, sous les ordres du Sous-Lieutenant Freschet, ne cessèrent de tirer malgré des bombardements violents et firent des ravages importants dans les rangs ennemis. Les hommes de la 24e Compagnie, qui occupaient l'ouvrage Martin furent splendides de vaillance et d'endurance et luttèrent sans arrêt sous les ordres du Lieutenant Imbert, commandant la Compagnie. À noter la conduite digne d'éloges du Lieutenant Risterrucci qui, à maintes reprises, repoussa les Allemands des boyaux dont ils voulaient s'emparer.
- Le 22 mars, dans la matinée, la 22e Compagnie du 258e, sous les ordres du Capitaine Villars, qui occupait le groupe S, est relevée par une Compagnie du 105e d'Infanterie. La 24e Compagnie (Centre Martin) et le peloton de la 18e Compagnie placé dans des abris en arrière de S sous les ordres du Capitaine Sabatier, ne purent pas être relevés à temps à cause de l'arrivée en retard des compagnies du 105e d'infanterie. Ce jour-là, les Allemands attaquèrent violemment dans l'après-midi le mamelon d'Haucourt dont la plupart des défenseurs (du 3e Bataillon du 141e RI de Marseille) moururent en « héros »[6]. Le groupe S tomba aussi entre leurs mains après une très forte résistance des soldats du 105e.
- Le centre Martin résista encore à la poussée et ce n'est que le lendemain matin 23 mars, que le commandant Donarel fut obligé de laisser l'ouvrage entre les mains des Allemands qui, depuis la veille, l'avaient d'ailleurs cerné complètement. En même temps que le commandant Donarel, était fait prisonnier un commandant du 105e d'Infanterie, venu la veille pour le relever avec une Compagnie de ce régiment. La résistance du centre Martin est une des belles pages de la défense de Verdun. Pendant plus de 3 jours, les poilus du 258e, sans être ravitaillés et harassés de fatigues, résistèrent à des attaques sans cesse répétées d'ennemis supérieurs en nombre et aidés par de l'artillerie puissante et de grands moyens d'action (grenades, jets de liquide enflammé).

Les Allemands avouèrent au Commandant Donarel avoir perdu plus de 1 500 hommes devant cet ouvrage où se trouvait à peine la valeur d'une compagnie. Il en fut de même de la résistance des tranchées en arrière du groupe S sur les pentes sud de ce mamelon où le peloton de la 18e Compagnie du 258e, sous les ordres du Capitaine Sabatier, croisant ses feux avec les défenseurs du centre Martin, contribua puissamment à l'arrêt des vagues d'assaut ennemies sur les pentes du plateau de la cote 304. Ce peloton ne fut fait prisonnier que le 23 mars dans la matinée.
Le 258e avait perdu beaucoup d'hommes tués ou prisonniers blessés ou non. Seule une Compagnie avait pu être relevée, et c'est la seule qui revint à l'arrière (22e Compagnie sous les ordres du Capitaine Villars). On peut affirmer qu'en cette affaire, le Régiment fit tout son devoir. Ainsi, le Général commandant la 29e Division, qui tout d'abord avait cru que tout le 258e avait été fait prisonnier le 20 mars, revint, peu de jours après, sur sa première impression et, dans un ordre du jour fameux, tint à féliciter et « citer à l'ordre » des unités et divers officiers dont les noms lui avaient été donnés.
- mars : Dissolution

## Drapeau
Il porte, cousues en lettres d'or dans ses plis, les inscriptions suivantes :
- Revigny 1914